# Scooba, Mississippi
Scooba là một thành phố thuộc quận Kemper, tiểu bang Mississippi, Hoa Kỳ. Năm 2010, dân số của thành phố này là 732 người.

## Dân số
- Dân số năm 2000: 632 người.
- Dân số năm 2010: 732 người.